# Skoki do wody na Mistrzostwach Świata w Pływaniu 2017 – wieża 10 m synchronicznie par mieszanych
Wieża 10 m synchronicznie par mieszanych – jedna z konkurencji rozgrywanych w ramach skoków do wody, podczas mistrzostw świata w pływaniu w 2017. Zawody w tej konkurencji rozegrano 15 lipca, udział w nich brało 16 duetów.
Zwycięzcami konkurencji okazali się reprezentanci Chin Ren Qian i Lian Junjie. Drugą pozycję zajęli zawodnicy z Wielkiej Brytanii Lois Toulson i Matty Lee, trzecią zaś reprezentujący Koreę Północną Kim Mi-rae i Hyon Il-myong.

## Wyniki
| Miejsce | Zawodnicy                               | Państwo           | Wynik  |
| ------- | --------------------------------------- | ----------------- | ------ |
| 01 !    | Ren Qian Lian Junjie                    | Chiny             | 352,98 |
| 02 !    | Lois Toulson Matty Lee                  | Wielka Brytania   | 323,28 |
| 03 !    | Kim Mi-rae Hyon Il-myong                | Korea Północna    | 318,12 |
| 4.      | Julija Timoszynina Wiktor Minibajew     | Rosja             | 310,08 |
| 5.      | Meaghan Benfeito Nathan Zsombor-Murray  | Kanada            | 307,80 |
| 6.      | Minami Itahashi Kazuki Murakami         | Japonia           | 307,74 |
| 7.      | Melissa Wu Domonic Bedggood             | Australia         | 306,30 |
| 8.      | Christina Wassen Florian Fandler        | Niemcy            | 302,46 |
| 9.      | Viviana Del Ángel Randal Willars Valdez | Meksyk            | 301,08 |
| 10.     | Tarrin Gilliland Andrew Capobianco      | Stany Zjednoczone | 300,12 |
| 11.     | Noemi Batki Maicol Verzotto             | Włochy            | 291,54 |
| 12.     | Wałerija Lulko Maksym Dołhow            | Ukraina           | 287,34 |
| 13.     | Carolina Murillo Víctor Ortega          | Kolumbia          | 258,93 |
| 14.     | Tuti García Jeinkler Aguirre            | Kuba              | 256,35 |
| 15.     | Lim Shen-Yan Freida Jonathan Chan       | Singapur          | 250,68 |
| 16.     | Yuliya Nushtaeva Botir Khasanov         | Uzbekistan        | 196,20 |